# 富邦一號不動產投資信託基金
富邦一號不動產投資信託基金（簡稱富邦一號或富邦R1，臺證所：01001T）是臺灣富邦建設股份有限公司、明東實業股份有限公司、道盈實業股份有限公司擔任發起人的不動產投資信託（REITs），成立於2005年3月1日，基金規模為新台幣58.3億元，掛牌價為新台幣10元，以一千個受益權為交易單位。
富邦一號所擁有的四棟大樓包括富邦敦北大樓（臺北市敦化南路一段108號，商業辦公大樓）、富邦中山大樓（臺北市中山北路二段66、68號，商業辦公大樓）、天母富邦大樓（臺北市天母西路136、136-1號，集合住宅大樓，已售出部分樓層）及潤泰中崙大樓商場部分（臺北市八德路2段306號、308號，市民大道2段209號）。

## 收益分配
| 2006年 | 2007年 | 2008年 | 2009年 | 2010年 | 2011年 | 2012年 | 2013年 | 2014年 | 2015年 | 2016年 | 2017年 |
| ------ | ------ | ------ | ------ | ------ | ------ | ------ | ------ | ------ | ------ | ------ | ------ |
| 312    | 452    | 459    | 443    | 448    | 441    | 506    | 428    | 578    | 636    | 450    | 408    |

- 收益分配為每壹仟個受益權單位所分配之現金收益，單位為新台幣。
- 收益分配日為每年度六月第十個營業日。

## 外部連結
- 公開資訊觀測站－不動產投資信託受益證券（页面存档备份，存于）
- 公開資訊觀測站－REITs公告彙總查詢（收益分配）
- 富邦建經（富邦REITs） （页面存档备份，存于）